# 藤子不二雄の連載作品
漫画家・藤子不二雄（藤本弘と安孫子素雄）の連載作品について、発表順に記す。藤子不二雄の作品担当分担、合作状況の変遷なども記述する。
連載作品のタイトル一覧（描き下ろし、別冊を含む）は 藤子不二雄の連載一覧 を参照。

## 四万年漂流
『四万年漂流』は、足塚不二雄（のちの藤子不二雄）の合作による少年向けSF冒険漫画。足塚不二雄初の雑誌連載。少年探偵ラリイが四万年前にタイムスリップし、現代まで各時代を冒険する物語という構想だったが、人気を得られず、わずか6回で打ち切りとなった。
秋田書店の『少年少女冒険王』に、1953年2月号から7月号まで連載された。
主な登場人物は以下の通り。
ラリイ
少年探偵。時をさかのぼるプールを通って四万年前へとタイムスリップする。
オーガステン博士
原子兵器の権威。発明品を盗んだハイムを追って、時をさかのぼるプールへと飛び込む。
ハイム
スパイ。変装の名人。

## ゆりかちゃん
『ゆりかちゃん』は藤子不二雄の少女向けギャグ漫画。藤本担当作品。「安孫子の関与が皆無（または協力があったとしても仕上げ（枠線やベタ等）などのごくわずかのみ）の作品」としては初の連載作品。
光文社の『少女』に1954年12月号から1955年10月号まで連載（7、8月号は休載）された他、増刊号にも1回掲載された。全10回。合計25ページ。藤子・F・不二雄大全集『初期少女・幼年作品』に収録。
初の少女向け連載。上京後、両国の下宿で執筆した初の連載（『漫画少年』の企画連載を除く）。常識的な主人公が周囲の人物たちに振り回されるという基本的な展開は、のちの『オバケのP子日記』と共通している。
画風は前月に『漫画少年』に発表した短編『ローマ便り』の流れをくんだ柔らかな印象のもので、それまでの連載や別冊の画風（手塚治虫の冒険活劇少年漫画の画風）とは一線を画している。
主な登場人物は以下の通り。
ゆりかちゃん
幼い子どもの面倒を見たり、親戚の家におつかいに行ったりするやさしい少女。頭のリボンがトレードマーク。
おにいさん
ゆりかちゃんの少しおっちょこちょいな兄。丸い眼鏡がトレードマーク。

## 海底人間メバル
『海底人間メバル』は藤子不二雄の少年向けSF漫画。藤本担当作品。海が拡大していく地球を舞台に、海底人と陸上人との争いと、海底人でありながら時には陸上人を助ける少年メバルの活躍が描かれている。講談社の『ぼくら』に連載された（1955年1、2、4月号に掲載）が、藤子不二雄が1955年の正月に起こした原稿落とし事件の影響で、わずか3回で打ち切りになった。全3回。合計12頁。藤子・F・不二雄大全集『初期SF作品』に収録。

## よるの王子さま
『よるの王子さま』は藤子不二雄の幼年漫画。藤本担当作品。盗まれた宝のダイヤを探しにやってきた人形の国の王子マリオと少女・ユリーが、ギャングを捕まえたり、空を飛んで金庫を追跡したりする様子が描かれている。学習研究社の『二年ブック』に1955年4月号から6月号まで連載。掲載誌の休刊により未完となった。全3回。合計15頁。藤子・F・不二雄大全集『初期少女・幼年作品』に収録。

## ジロキチ
『ジロキチ』は、藤子不二雄（藤本弘と安孫子素雄）の合作による少年向け探偵ギャグ漫画作品。行動力たっぷりの主人公・ジロキチと、のんびり屋だが推理力に溢れる相棒・カバオが、さまざまな事件を解決する。
集英社の『少年ブック』に1965年10月号から1966年4月号まで連載された。漫画本編の総ページ数は105ページ。全7回。2023年現在、一度も単行本化されていない。
1960年代以降の藤子不二雄の合作による連載作品のうち、藤本と安孫子の分担割合が半々に近い作品は5作品ほどのみだが、本作はそのうちの一つ。『Neo Utopia』第32号（2001年）で組まれた藤子不二雄の合作に関する特集では、本作が特別に取り上げられ、解説と評論が掲載された他、本作の第4話と第5話が全ページ再録された。また、同書の表紙には本作のイラストがメインで使用された。
毎回、異なる事件が起き、ジロキチたちが新たな犯人と対決する構成になっている。サブタイトルは「おやじゆうかい事件」「早おこし団事件」「辻なぐり事件」「四角のなかにダイヤがある」「世界ナントカ会議事件」「千面相事件」「町内ゴミマキ魔事件」と、第4回を除くすべてに「事件」が付く。
『ジロキチ』の登場人物は以下の通り。人物名の後ろのアルファベットは「A：安孫子素雄」「F：藤本弘」が作画を担当していることを表す。
ジロキチ（A）
すばしっこくて行動力のある少年。Zマークの帽子と、カールした後頭部の毛がトレードマーク。丈夫な出っ歯でかじって相手を攻撃する。ネコが苦手。
カバオ（A）
のんびり屋だが、高い推理力を持った少年。自称天才。Kマークの帽子とメガネがトレードマーク。口癖はフンガー。
七人の刑事（A）
藤本、安孫子、鈴木伸一、赤塚不二夫、石森章太郎、つのだじろう、寺田ヒロオとそっくりな刑事たち。本当は8人なのに皆が自分を抜かして数えている。
学校の先生（F）
ジロキチとカバオの担任の先生。
アルセーヌ・パン（F）
世界会議のフランス代表。第5回に登場。
地下鉄スム（F）
世界会議のアメリカ代表。第5回に登場。
豚八戒（F）
世界会議の中国代表。第5回に登場。
アル・ボカネ（F）
世界会議のイタリア代表。第5回に登場。
千面相（F）
国宝を狙う盗賊。変装の名人。第6回に登場。